# Formose Mendy (fotbalista, 2001)
Formose Mendy (* 2. ledna 2001 Dakar) je senegalský profesionální fotbalista, který hraje na pozici středního obránce za francouzský klub FC Lorient a za senegalský národní tým.

## Kariérní statistiky

### Klubové
Platí k zápasu odehranému 19. dubna 2022
| Klub              | Sezóna            | Liga              | Liga   | Liga | Pohár  | Pohár | Ostatní | Ostatní | Celkově | Celkově |
| Klub              | Sezóna            | Divize            | Zápasy | Góly | Zápasy | Góly  | Zápasy  | Góly    | Zápasy  | Góly    |
| ----------------- | ----------------- | ----------------- | ------ | ---- | ------ | ----- | ------- | ------- | ------- | ------- |
| Club NXT          | 2020/21           | Proximus League   | 12     | 0    | –      | –     | 0       | 0       | 12      | 0       |
| Amiens            | 2021/22           | Ligue 2           | 28     | 1    | 5      | 1     | —       | —       | 33      | 2       |
| Celkově v kariéře | Celkově v kariéře | Celkově v kariéře | 40     | 1    | 5      | 1     | 0       | 0       | 45      | 2       |